# 田青
田青（1948年4月7日—），男，汉族，中华人民共和国音乐理论家、民间音乐研究者、政治人物，担任中国艺术研究院研究员、博士生导师，中国非物质文化遗产保护中心主任，第十一届全国政协委员。現任中國崑劇古琴研究會會長。

## 生平
田青祖籍山东枣庄，1948年生于天津。
田青曾于1960年代末在黑龙江省的农村下放插队务农5年，1973年考入天津音乐学院作曲系，1977年毕业后留校任教。1981年考入中国艺术研究院研究生部音乐系，成为杨荫浏的关门弟子，1984年杨荫浏病逝后，田青开始研究佛教音乐，当年以论文《佛教音乐的华化》获文学硕士学位并留院工作，后来曾任中国艺术研究院音乐研究所副所长、《中国音乐年鉴》主编，也曾于2000年至2010年多次担任全国青年歌手电视大奖赛评委。在青歌赛上，坚持挖掘民间艺人的田青曾多次与民族唱法“学院派”评委意见相左，甚至推动了青歌赛2006年对原生态演唱形式单独分组。
2008年当选第十一届全国政协委员，代表文化艺术界，分入第二十七组。并担任民族和宗教委员会专委。

## 言论
2000年第九届青歌赛上，作为民族唱法评委的田青被部分观众称为现场打分最低的评委。对此，田青在回答监审组提问时表示评分是一个“审美层次的问题”，“如果打分时不坚持原则、张扬个性、拒绝平庸，就是我作为一个评委的失职”，引发观众热议，多名观众致电中央电视台表示对田青的支持。事后田青在接受《文艺报》专访时指出，美声唱法和民族唱法均存在歌手趋同的问题，“如果声乐界不能认识到这个问题，不能适应社会新的要求，还不提倡个性、还在制造那些‘罐头歌手’，就濒临被淘汰的危险”，并批评了中国民族声乐创作沦为“新八股”的趋向。
2006年5月2日，首次对原生态演唱形式单独分组的第十二届青歌赛迎来第二场比赛，原生态演唱评委田青认为民族唱法评委郁钧剑“增设原生态唱法使民族唱法更纯粹”的表态是对原生态选手的歧视，表示“原生态是民族唱法的魂，是有价值的独立的艺术门类，原生态唱法和民族唱法是平等的”，期望“某些民族唱法的评委要以平常心看待原生态唱法”。同年7月，田青在第12届青歌赛原生态组个人总决赛前夕表示，“原生态唱法”的界定并不是很准确，但美声、通俗、民族唱法的界定也同样不够明晰准确，“比如美声唱法里‘美声’是什么意思，既没有说明这种唱法的来源，也没有说明它的唱法特色”。赛后在接受中央电视台采访时，田青称“现在对‘民歌’的概念是在乱用……许多都是流行歌手在唱创作歌曲，或者是经过改编了的民歌。真正的民歌是人民创造的，是找不到原作者的”，指出“包括宋祖英唱的，那都不是‘民歌’，而是民歌风格的创作歌曲”。
2006年11月9日，田青在南京艺术学院讲学时表示，“以前的歌唱家们，一听声音就知道是谁，可现在呢……工业化生产机造就的都是‘罐头歌手’，打开来就一个味儿，我宁愿去夫子庙吃臭豆腐”，并表示自己“因为这个原生态唱法得罪了不少人”。
2010年5月7日，在第十四届青歌赛团体决赛第四轮第二场比赛中，田青对麦盖提刀郎木卡姆组合的《勃姆巴雅宛》进行点评时，以“读陈情表不流泪者非孝子，读前后出师表不流泪者非忠臣。我真想说，听木卡姆不感动者非艺术家”回应了观众对“不懂对方语言的评委如何对少数民族歌手打分”的疑问，并回忆起了两年前过世的故友、促成木卡姆申遗成功的周吉。